# Tobias Torgersen
Tobias Retvik Torgersen (ur. 25 września 1982) – norweski biathlonista i trener.
Podczas mistrzostw świata juniorów w 2001 zajął 4. miejsca w biegu długim i sprincie oraz biegł na ostatniej zmianie norweskiej sztafety 4 x 7,5 kilometra, która wywalczyła brązowy medal.
Wielokrotny mistrz kraju w juniorskich kategoriach wiekowych, jako senior dwukrotny mistrz Norwegii w biegach sztafetowych.
Po zakończeniu kariery został trenerem biathlonu, w latach 2017-2018 był trenerem polskiej żeńskiej kadry biathlonu.Od lipca 2018 do kwietnia 2022 trener asystent w reprezentacji Chin w biathlonie. Od 2022 roku ponownie został trenerem reprezentacji polski kobiet w biathlonie.